# Pyrotherium
Pyrotherium (letterlijk: vuurdier) is een geslacht van uitgestorven zoogdieren uit de familie Pyrotheriidae. Pyrotherium kwam voor in het gebied dat nu Argentinië omvat.
Pyrotherium kwam voor gedurende het Vroeg-Oligoceen en leek erg op zijn Afrikaanse tijdgenoot Barytherium, waar hij overigens niet aan verwant was. Dit werd veroorzaakt door eenzelfde leefomgeving, ook wel bekend als convergente evolutie. Bij de Notungulata, waar Pyrotherium ook toe behoorde, kwam het vaak voor dat zij leken op dieren buiten Zuid-Amerika als olifanten (Pyrotherium), paarden (Diadiaphorus), lama's (Thesodon) en zelfs konijnen (Pachyrukhos).
De fossiele resten van Pyrotherium werden ontdekt in vulkanische aslagen nabij Deseado in Argentinië. Het leverde het dier zijn naam op: 'vuurdier' oftewel Pyrotherium.
Pyrotherium was ongeveer 3 meter lang en 150 cm hoog. Het dier had een zeer zwaar lijf, gedragen door sterke zuilvormige poten. Het dier had korte brede tenen, een dikke nek, slurf en snijtanden die gedurende de evolutie de vorm van slagtanden hadden aangenomen.
Pyrotherium leek op een olifant met een korte slurf, had het dieet van een varken en leefde als een nijlpaard. Met de korte slurf en slagtanden werden waarschijnlijk knollen en zaden opgegraven. Verder was het waarschijnlijk een omnivoor en mogelijk een aaseter, als het de kans kreeg. Het grootste gedeelte van de tijd werd net als bij een nijlpaard waarschijnlijk in het water doorgebracht.

## Soorten
Tot dusver zijn er twee soorten van het geslacht Pyrotherium gevonden:
- P. romeroi
- P. macfaddeni